# Lisronia splendida
Lisronia splendida är en insektsart som beskrevs av Burckhardt och Lauterer 1989. Lisronia splendida ingår i släktet Lisronia och familjen rundbladloppor. Inga underarter finns listade i Catalogue of Life.